# Françoise Dupuis
Françoise Dupuis (ur. 18 lipca 1949 w Uccle) – belgijska samorządowiec i nauczycielka, w latach 2009–2014 przewodnicząca Parlamentu Regionu Stołecznego Brukseli, wcześniej także minister w rządzie Francuskiej Wspólnoty Belgii.

## Życiorys
Ukończyła filologię germańską na Université libre de Bruxelles, kształciła się także na poziomie Master of Arts na Uniwersytecie Wschodniej Anglii. Pracowała następnie od 1971 do 1984 jako nauczycielka języka niemieckiego. Od 1988 do 1994 była krajową koordynatorką ds. wdrożenia unijnej dyrektywy o wzajemnym uznawaniu dyplomów, później także urzędniczką oświatową we władzach miasta Bruksela i administratorem regionalnego przedsiębiorstwa z branży mieszkalnictwa.
Zaangażowała się w działalność Partii Socjalistycznej. Od 1982 do 2018 zasiadała w radzie miejskiej Uccle, należała także do tamtejszych miejskich władz wykonawczych (1989–1994, 2009–2012). Członek rady prowincji Brabancja, którą kierowała w latach od 1991 do 1994. W latach 1995–2014 była członkiem Parlamentu Regionu Stołecznego Brukseli, a w latach 1999–2004 także Parlamentu Francuskiej Wspólnoty Belgii. W ramach rządu tej ostatniej pozostawała od 1999 do 2004 ministrem edukacji i badań naukowych w rządzie Hervé Hasquina, natomiast później do 2009 – sekretarzem stanu ds. mieszkalnictwa i planowania przestrzennego we władzach Regionu Stołecznego Brukseli. W kadencji 2009–2014 pełniła funkcję przewodniczącej brukselskiej legislatywy. W 2018 zakończyła karierę polityczną.
Była żoną socjalistycznego polityka Philippe’a Moureaux, z którym ma córkę Catherine Moureaux, również polityk.